# Gallipolis (Ohio)

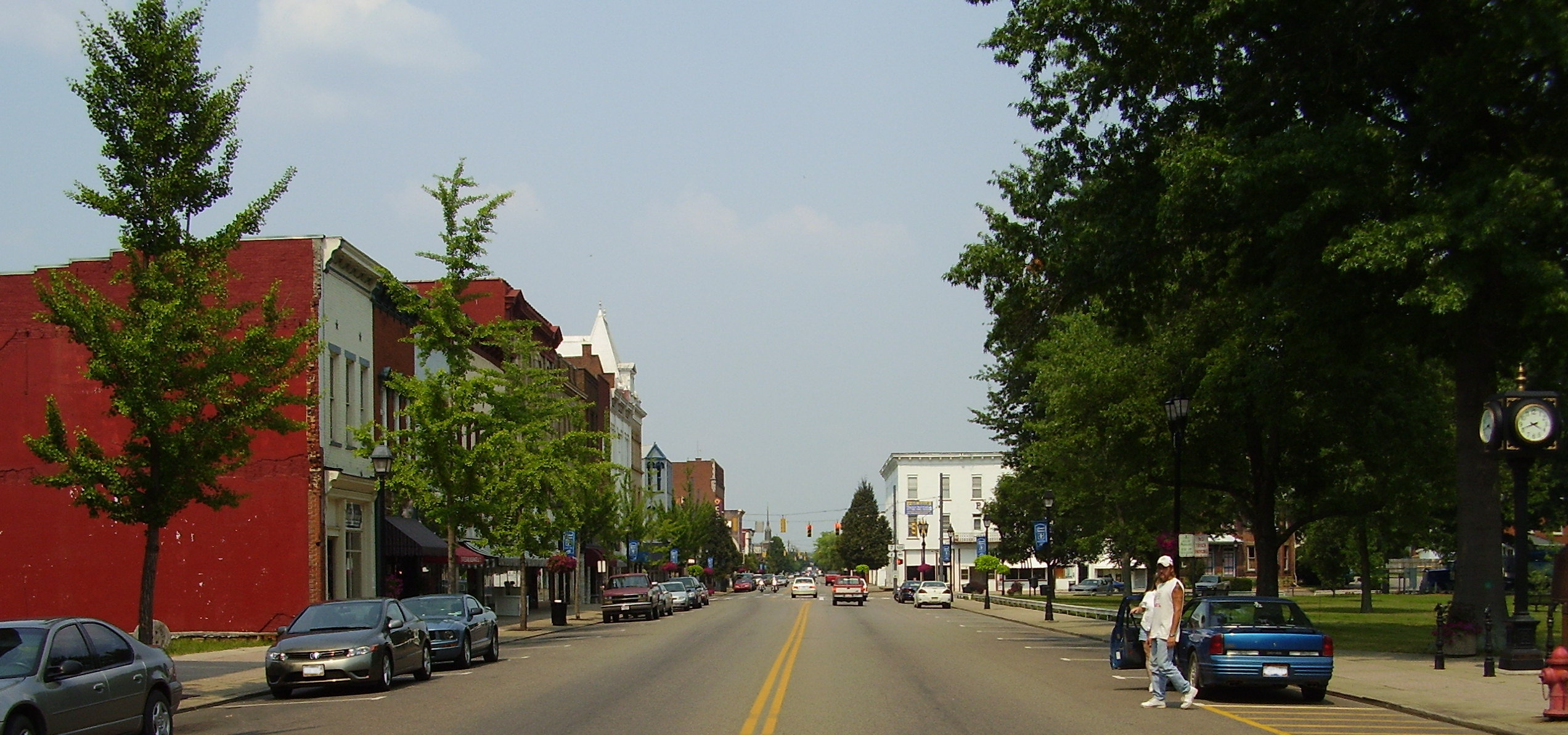
Gallipolis

Gallipolis – wieś w USA, w stanie Ohio, hrabstwie Gallia. Aktualnie (2014) prezydentem miejscowości jest Steven E. Wallis.

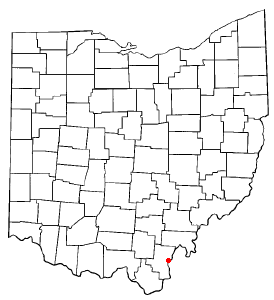
Gallipolis na planie stanu Ohio

Liczba mieszkańców w 2010 roku wynosiła 3 641, a w roku 2012 wynosiła 3 637.